# Crambus frescobaldii
Crambus frescobaldii là một loài bướm đêm trong họ Crambidae.